# Georg Wild
Georg Andreas Wild (* 11. Januar 1926 in Budisava; † 15. Februar 1980) war ein deutscher Theologe und Historiker.

## Leben
Von 1947 bis 1948 studierte er an  Universität Erlangen-Nürnberg Theologie, 1948 an der Humboldt-Universität zu Berlin und von 1949 bis 1952 an der Universität Greifswald. Nach dem ersten theologischen Examen am 29. Mai 1952 in Greifswald war er von September 1952 bis Februar 1956 Lehrbeauftragter an der Humboldt-Universität zu Berlin für Serbokroatisch. Von September 1953 bis Juni 1958 war er wissenschaftlicher Aspirant. Nach der Promotion bei Walter Elliger am 4. Mai 1957 in Berlin und der Flucht 1958 war er von 1959 bis 1961 wissenschaftlicher Mitarbeiter am Ostkircheninstitut der Universität Münster. Von 1961 bis 1967 war er wissenschaftlicher Assistent der Abteilung Osteuropäische Geschichte der Universität Mainz. Nach der Habilitation in Mainz am 8. Mai 1967 lehrte er dort von 1967 bis 1971 als Privatdozent für Osteuropäische Geschichte. Von 1968 bis 1969 war er Lehrbeauftragter an der Universität Saarbrücken. Von 1971 bis 1980 lehrte er als Professor für Osteuropäische Geschichte an der Universität Mainz.

## Schriften (Auswahl)
- Der Protestantismus in Ost-Mitteleuropa. Leer 1963, OCLC 720183411.
- Bogumilen und Katharer in ihrer Symbolik. Die Symbolik des Katharertums und das Problem des heterodoxen Symbols im Rahmen der abendländischen Kultureinheit. Wiesbaden 1970, ISBN 3-515-00205-7.
- Die Deutsche Evangelische Kirche in Jugoslawien 1918–1941. München 1980, ISBN 3-88356-004-9.
- als Herausgeber: Franz Hamm. Festschrift zum 80. Geburtstag. München 1981, ISBN 3-88356-007-3.